# Mas Xinxer
El Mas Xinxer és una masia de Palafrugell (Baix Empordà) protegida com a Bé Cultural d'Interès Local.

## Descripció
Petita masia de dues plantes i tres eixos amb teulada a dues vessants sobre els murs laterals, al costat de la carretera vella de Palafrugell a Calella i Llafranc. A la façana principal a migdia, hi ha la porta i dues finestres amb marc de pedra picada. El mur posterior té petites obertures desordenades i un aparell de pedruscall, en alguna part d'aspecte molt antic. Als murs laterals i en un costat de la façana s'hi ha afegit uns coberts. La planta baixa encara conserva l'antic sòl de terra trepitjada.
Entre el mas Xinxer i Santa Margarida, al costat de la carretera es dreça el popular "arbre gros", un plàtan de grans dimensions.